# Élections régionales de 2019 en Styrie
Les élections régionales de 2019 en Styrie (en allemand : Landtagswahl in der Steiermark 2019) ont lieu le 24 novembre 2019 dans le land autrichien de Styrie. Initialement prévues pour 2020, elles sont avancées à la suite d'une motion de dissolution anticipée votée par le Parlement. 
Le Parti populaire autrichien arrive en tête avec plus de 35 % des suffrages exprimés. Le SPÖ se retrouve en seconde position, en net recul. Le FPÖ chute lourdement à la suite de l'affaire d'Ibiza mais conserve sa troisième position. Les Verts doublent leur nombre de sièges. Dans le même temps, le Parti communiste et NEOS parviennent à passer la barre des 5 %. La tendance observée est similaire à celle des élections législatives nationales de 2019, exception faite de la montée du KPÖ.

## Sondages
| Institut                            | Date              | SPÖ  | ÖVP  | FPÖ  | GRÜNE | KPÖ | NEOS | Autres |
| ----------------------------------- | ----------------- | ---- | ---- | ---- | ----- | --- | ---- | ------ |
| Institut                            | Date              |      |      |      |       |     |      |        |
| Karmasin Research & Identity/PULS 4 | 15 novembre 2019  | 22 % | 35 % | 20 % | 13 %  | 6 % | 4 %  | 0 %    |
| Research Affairs/TZ Österreich      | 14 novembre 2019  | 23 % | 35 % | 20 % | 13 %  | 4 % | 5 %  | 0 %    |
| Market/Der Standard                 | 13 novembre 2019  | 25 % | 32 % | 18 % | 13 %  | 7 % | 5 %  | -      |
| Research Affairs/TZ Österreich      | 31 octobre 2019   | 21 % | 36 % | 21 % | 13 %  | 4 % | 5 %  | -      |
| IMAS/Kronen Zeitung                 | 29 octobre 2019   | 25 % | 33 % | 21 % | 12 %  | 4 % | 5 %  | -      |
| Unbekannt/ÖVP                       | 29 octobre 2019   | 25 % | 34 % | 18 % | 13 %  | 5 % | 5 %  | -      |
| OGM/FPÖ                             | 22 octobre 2019   | 21 % | 35 % | 20 % | 12 %  | 5 % | 5 %  | 2 %    |
| GMK/SPÖ                             | 13 septembre 2019 | 27 % | 33 % | 22 % | 8 %   | 5 % | 5 %  | 0 %    |
| OGM/Kleine Zeitung                  | 6 septembre 2019  | 23 % | 31 % | 26 % | 7 %   | 5 % | 4 %  | 3 %    |
| OGM/FPÖ                             | 4 août 2019       | 20 % | 33 % | 27 % | 10 %  | 5 % | 4 %  | 1 %    |
| Market/Der Standard                 | 31 janvier 2019   | 27 % | 30 % | 24 % | 9 %   | 4 % | 4 %  | 1 %    |
| Brand Support/Kleine Zeitung        | 13 janvier 2019   | 24 % | 34 % | 25 % | 7 %   | 3 % | 5 %  | 2 %    |
| bmm/Krone                           | 18 mars 2018      | 26 % | 34 % | 26 % | 6 %   | 3 % | 5 %  | -      |
| OGM/Kleine Zeitung                  | 21 mai 2016       | 25 % | 28 % | 31 % | 7 %   | 5 % | -    | 4 %    |

Pour des raisons techniques, il est temporairement impossible d'afficher le graphique qui aurait dû être présenté ici.

## Résultats

### Au niveau régional
|                        |                                                        |         |       |      |        |               |  |  |  |
| Parti                  | Parti                                                  | Voix    | %     | +/-  | Sièges | +/-           |  |  |  |
|                        | Parti populaire autrichien (ÖVP)                       | 217 036 | 36,05 | 7,60 | 18     | 4             |  |  |  |
|                        | Parti social-démocrate d'Autriche (SPÖ)                | 138 572 | 23,02 | 6,28 | 12     | 3             |  |  |  |
|                        | Parti de la liberté d'Autriche (FPÖ)                   | 105 294 | 17,49 | 9,27 | 8      | 6             |  |  |  |
|                        | Les Verts - L'Alternative verte (Grünen)               | 72 749  | 12,08 | 5,40 | 6      | 3             |  |  |  |
|                        | Parti communiste d'Autriche (KPÖ)                      | 36 062  | 5,99  | 1,77 | 2      | en stagnation |  |  |  |
|                        | NEOS - La nouvelle Autriche et le Forum libéral (NEOS) | 32 346  | 5,37  | 2,74 | 2      | 2             |  |  |  |
|                        |                                                        |         |       |      |        |               |  |  |  |
| Votes valides          | Votes valides                                          | 602 059 | 99,26 |      |        |               |  |  |  |
| Votes blancs et nuls   | Votes blancs et nuls                                   | 4 469   | 0,74  |      |        |               |  |  |  |
| Total                  | Total                                                  | 606 528 | 100   | -    | 48     | en stagnation |  |  |  |
| Abstentions            | Abstentions                                            | 353 736 | 36,54 |      |        |               |  |  |  |
| Inscrits/Participation | Inscrits/Participation                                 | 955 795 | 63,46 |      |        |               |  |  |  |